# پاول خالوپکا
پاول خالوپکا (چکی: Pavel Chaloupka؛ زادهٔ ۴ مهٔ ۱۹۵۹) بازیکن فوتبال اهل چکسلواکی بود.
از باشگاه‌هایی که در آن بازی کرده‌است می‌توان به دوکلا پراگ، باشگاه فوتبال بوهمیانس ۱۹۰۵، باشگاه فوتبال فورتونا دوسلدورف، باشگاه فوتبال تپلیس، و باشگاه فوتبال دینامو برلینر اشاره کرد.
وی همچنین در تیم ملی فوتبال چکسلواکی بازی کرده‌است.